# Jardín Botánico Alpino Rezia

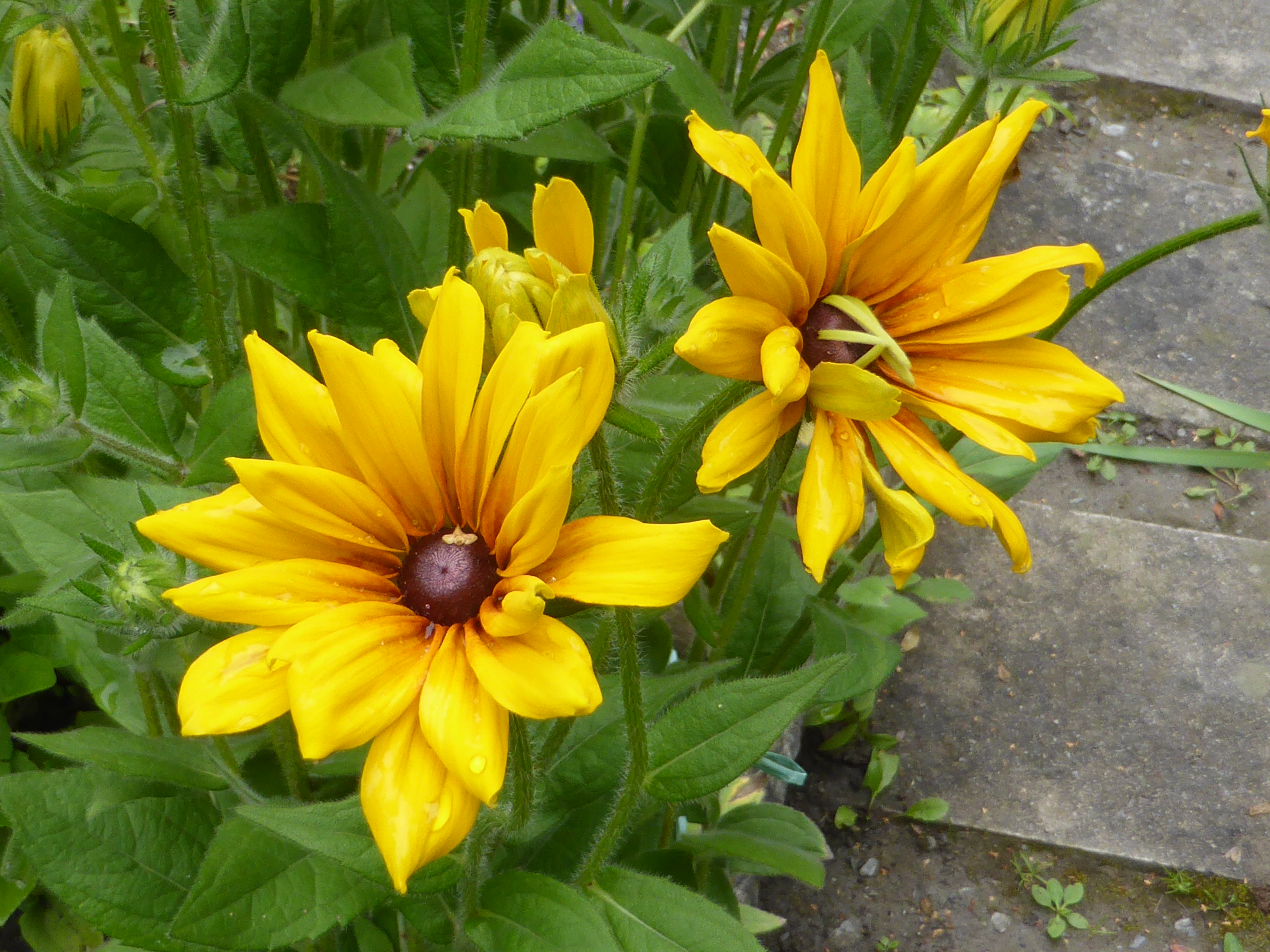
Flores de Rudbeckia en el Jardín botánico alpino Rezia.

El Jardín Botánico Alpino Rezia (en  italiano: Giardino Botanico Alpino "Rezia"), es un jardín botánico alpino de unos 1,5 hectáreas de extensión en el Bormio, Italia.

## Localización
Giardino Botanico Alpino "Rezia" Parco Nazionale dello Stelvio Via Sertorelli, Bormio, Provincia de Sondrio, Lombardia, Italia.46°28′0″N 10°22′0″E / 46.46667, 10.36667
Abre al público a diario en los meses cálidos del año excepto los lunes.

## Historia
Fue fundado en 1980 con la misión fundamental de preservar todas las especies vegetales presentes en el Parco Nazionale dello Stelvio per así mismo preservar especies procedentes de otras regiones montañosas del mundo incluyendo los Andes, Himalayas, y los Pirineos.

## Colecciones
El jardín botánico actualmente está organizado como sigue: 
- Especies nativas del Parco Nazionale dello Stelvio (1300 especies en diferentes hábitat incluyendo zona de derrubios, zona de pradera, humedales, y arbustos, de zona de montaña subalpina.
- Especies recolectadas de los Andes, Apeninos, Cáucaso, Himalayas, Pirineos, y del Ártico y del Antártico.
- Colección sistemática científica organizada por géneros.